# Torneo de Ginebra 2018
El Banque Eric Sturdza Geneva Open 2018 fue un torneo de tenis en polvo de ladrillo al aire libre que se celebró en Ginebra, Suiza, del 20 al 28 de mayo de 2018. Fue la 16.ª edición del Banque Eric Sturdza Geneva Open, y es parte del ATP World Tour 250 series del 2018.

## Distribución de puntos
| Modalidad            | Campeón | Finalista | Semifinales | Cuartos de final | 2ª ronda | 1ª ronda | Clasificados | 2ª ronda de clasificación | 1ª ronda de clasificación |
| Individual masculino | 250     | 165       | 100         | 50               | 25       | 0        | 13           | 7                         | 0                         |
| Dobles masculino     | 250     | 150       | 90          | 45               | 20       | 0        | -            | -                         | -                         |

## Cabezas de serie

### Individuales masculino
| Tenista       | Ranking | Preclasificado |
| Sam Querrey   | 12      | 1              |
| Fabio Fognini | 21      | 2              |
| Stan Wawrinka | 23      | 3              |
| David Ferrer  | 38      | 4              |
| Albert Ramos  | 41      | 5              |
| Steve Johnson | 48      | 6              |
| Andreas Seppi | 49      | 7              |
| Mischa Zverev | 51      | 8              |

- Ranking del 14 de mayo de 2018.[2]

### Dobles masculino
| Tenista                             | Ranking | Preclasificado |
| Oliver Marach Mate Pavić            | 11      | 1              |
| Ivan Dodig Rajeev Ram               | 37      | 2              |
| Max Mirnyi Philipp Oswald           | 80      | 3              |
| Marcelo Demoliner Santiago González | 87      | 4              |

## Campeones

### Individual masculino
Márton Fucsovics venció a  Peter Gojowczyk por 6-2, 6-2

### Dobles masculino
Oliver Marach /  Mate Pavić vencieron a  Ivan Dodig /  Rajeev Ram por 3-6, 7-6(7-3), [11-9]